# 当涂路
当涂路，是中国安徽省合肥市东部城区的一条南北向干道，得名自当涂县，北起合肥东站，南至南二环路，全长11.1公里，其中北二环路以北称当涂北路。当涂路曾一度作为合肥的东二环路存在，在“畅通二环”退出后让位于郎溪路。